# Cerodontha caucasica
Cerodontha caucasica är en tvåvingeart som beskrevs av Zlobin 1979. Cerodontha caucasica ingår i släktet Cerodontha och familjen minerarflugor. Inga underarter finns listade i Catalogue of Life.